# Вильчик, Виталий Андреевич
Вильчик Виталий Андреевич (род. 14 октября 1946, с. Придворье Чашникского района Витебской области) — российский промышленник, президент-генеральный директор ОАО «АВТОВАЗ» в 2002—2005 годах, заместитель председателя городской Общественной палаты при Тольяттинской городской думе (2016—2025).

## Биография

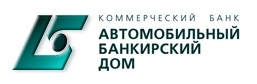
Автомобильный банкирский Дом — принадлежащий В.А.Вильчику с В.В.Каданиковым с другими топ-менеджерами ВАЗа, поглощенный Новикомбанком

Виталий Вильчик родился в Белоруссии, рос на Урале, куда после войны, в Челябинск, его отца перевели строить металлургический комбинат.
В 1970 году окончил Челябинский политехнический институт по специальности «инженер-механик».
На Волжский автомобильный завод поступил в 1970 году мастером арматурного цеха в сборочно-кузовное производство (СКП). Работал начальником участка арматурного цеха СКП, начальником производственно-диспетчерского бюро арматурно-радиаторного комплекса, начальником цеха гальванопокрытий, заместителем директора по производству СКП.
В 1991—1996 годах директор сборочно-кузовного производства СКП-ВАЗа,
В 1996—1999 годах директор по производству ОАО «АвтоВАЗ».
В 1999—2002 годах вице-президент по производству, затем первым вице-президентом по стратегическому и корпоративному управлению.
В 2002—2005 годах президент-генеральный директор ОАО «АвтоВАЗ», сменив на этом посту Алексея Николаева.
В 2002—2010 годах соучредитель банка ЗАО АКБ «Автомобильный банкирский дом» (ЗАО КБ Лада-кредит), который был поглощен Новикомбанком. 
В 2005—2006 годах смена собственников, завод перешёл под управление госкорпорации «Ростехнологии», Виталий Вильчик назначен советником президента ОАО АвтоВАЗ Игоря Есиповского.
В 2006—2015 годах вице-президент по производству и техническому развитию, исполнительный вице-президент, советник президента ОАО «АвтоВАЗ».

### Партийная и общественная деятельность
в Советское время состоял в рядах КПСС.
В 2007—2010 годах секретарь городского отделения партии «Единая Россия» в Тольятти. уступив пост главному врачу Городской больницы № 5 Н.А.Ренцу.
11 марта 2007 года на выборах в Самарскую Губернскую думу 4-го созыва, баллотировался кандидатом в депутаты от Единой России по Татищевскому одномандатному округу Тольятти, получив 32,06% (13 205 голосов), уступив первенство кандидату от Союза правых сил → Сергею Андрееву.
В 2016—2025 годах Заместитель председателя городской Общественной палаты  при Тольяттинской городской думе..
В 2017 году входил в члены конкурсной комиссии по отбору кандидатов на должность главы городского округа Тольятти, утвердив С.А.Анташева.

## Семья
Женат вторым браком — супруга Людмила, много лет была его секретарём. От первого брака сын Андрей → окончил Тольяттинский государственный университет, был вице президентом Гута Банка активно сотрудничавший в период руководства отца с ОАО АвтоВАЗом, был вице-президентом Хоккейного клуба Лада. Является учредителем и соучредителем ряда производственных компаний, председатель совета директоров ЗАО «Средневолжский завод полимерных изделий», учредитель транспортной компании ООО «СтавроТранс», животноводческой фермы ООО «Охотхозяйство Мусорское», соучредитель предприятия по производству гидроусилителей руля ООО «Рулевые системы», дилерских автоцентров Lexus, Toyota в Тольятти группы компаний ЗАО «Тон Авто», Ставропольской строительно-эксплуатационной компании ООО «ССК», компании ООО «Тара сервис»(КА-2).
Дочь Елена Дыбина → занималась туристическим бизнесом, возглавляла туристическую компанию «Инна тур» Тольятти, является соучредителем производства минеральной воды ООО «Аквамарин» и ООО «Конкорд Тольятти», которое в 2013 году приобрело у её мужа Дыбина, автостанцию техобслуживания Арлан Лада → (ныне «Арлан Авто»), внук Никита работает в автосалоне «Toyota Центр Тольятти» у отца в группе Тон Авто.

## Награды
- Орден «Знак Почета» (1980);
- Орден Трудового Красного знамени (1991);
- Медаль ордена «За заслуги перед Отечеством» второй степени (1996);
- Медаль Жукова (2002);
- Почетный знак губернатора Самарской области «За труд во благо земли Самарской» (2006);
- Орден святого благоверного князя Даниила Московского III степени;
- Орден святого равноапостольного великого князя Владимира;
- Почётный гражданин города Тольятти (2010).
- другие общественные награды.